# Bianca Andreescu
Bianca Vanessa Andreescu (Mississauga, 16 juni 2000) is een tennisspeelster uit Canada.
Zij begon op zevenjarige leeftijd met het spelen van tennis. Zij is actief in het internationale tennis sinds 2015.

## Loopbaan

### Junioren
Samen met de Amerikaanse Carson Branstine won zij het meisjesdubbelspeltoernooi van het Australian Open 2017. Met diezelfde Branstine, die intussen de Canadese nationaliteit had aangenomen, won zij ook op Roland Garros 2017 de meisjesdubbelspeltitel.

### Enkelspel
Andreescu debuteerde in 2015 op het ITF-toernooi van Gatineau (Canada), waar zij meteen doorstootte naar de finale – zij verloor van de Amerikaanse Alexa Glatch. In 2016 veroverde Andreescu haar eerste titel, op het ITF-toernooi van Gatineau (Canada), door de Amerikaanse Elizabeth Halbauer te verslaan. Tot op heden(juni 2023) won zij vijf ITF-titels, de meest recente in 2018 in Norman (VS).
In 2017 speelde zij haar eerste grandslamtoernooi op Wimbledon, door zich te plaatsen via het kwalificatietoernooi. Later dat jaar speelde Andreescu voor het eerst op een WTA-hoofdtoernooi, op het toernooi van Washington. Zij bereikte er de kwartfinale.
Begin 2019 speelde zij haar eerste WTA-enkelspelfinale tijdens het toernooi van Auckland – zij verloor deze van Julia Görges. Later die maand won zij het WTA-toernooi van Newport Beach – in de finale won zij van Jessica Pegula. In maart won zij het Premier Mandatory-toernooi van Indian Wells, waar zij met een wildcard was toegelaten – in de finale versloeg zij Angelique Kerber. Nog nooit eerder had een wildcard-speelster het toernooi van Indian Wells gewonnen. In augustus won zij het Premier Five-toernooi in haar woonplaats Toronto. Vier weken daarna won zij haar eerste grandslamtitel, op het US Open – in de finale versloeg zij de plaatselijke favoriet Serena Williams.
In 2020 speelde Andreescu niet.
Op het WTA 1000-toernooi van Miami 2021 bereikte Andreescu de finale – tijdens de eindstrijd tegen de Australische Ashleigh Barty moest de Canadese de strijd staken wegens een voetblessure.

### Dubbelspel
Andreescu was in het dubbelspel minder actief dan in het enkelspel. Zij debuteerde in 2015 op het ITF-toernooi van Gatineau (Canada), samen met landgenote Katherine Sebov. Zij stond in 2016 voor het eerst in een finale, op het ITF-toernooi van Gatineau (Canada), samen met landgenote Charlotte Robillard-Millette – hier veroverde zij haar eerste titel, door het duo Mana Ayukawa en Samantha Murray te verslaan. Tot op heden(juni 2023) won zij drie ITF-titels, de meest recente in 2018 in Gatineau (Canada), samen met Carson Branstine.
In 2017 speelde Andreescu voor het eerst op een WTA-hoofdtoernooi, op het toernooi van Washington, samen met de Amerikaanse Louisa Chirico. Zij bereikten er de tweede ronde. Zij stond later dat jaar voor het eerst in een WTA-finale, op het toernooi van Québec, samen met landgenote Carson Branstine – zij verloren van het koppel Tímea Babos en Andrea Hlaváčková.

#### Gemengd dubbelspel
In deze discipline bereikte Andreescu de finale van Roland Garros 2023, met de Nieuw-Zeelander Michael Venus aan haar zijde.

### Tennis in teamverband
In de periode 2017–2022 maakte Andreescu deel uit van het Canadese Fed Cup-team – zij behaalde daar een winst/verlies-balans van 11–4. In 2017, toen zij zeven van haar acht partijen won, promoveerde Canada uit de regionale zone naar de Wereldgroep II in 2018. In 2019 versloegen zij de Nederlandse dames met 4–0 (Andreescu won van Richèl Hogenkamp en Arantxa Rus).

## Posities op deWTA-ranglijst
Positie per einde seizoen:
| jaar | rang enkelspel | rang dubbelspel |
| ---- | -------------- | --------------- |
| 2015 | 633            | 970             |
| 2016 | 297            | 367             |
| 2017 | 182            | 159             |
| 2018 | 178            | 541             |
| 2019 | 5              | 1207            |
| 2020 | 7              | 1269            |
| 2021 | 46             | –               |
| 2022 | 45             | 380             |
| 2023 | 92             | 1357            |

## Palmares
| Legenda                 |
| ----------------------- |
| Grandslamtoernooi       |
| Olympische Spelen       |
| Year-End Championships  |
| Premier Mandatory       |
| Premier Five / WTA 1000 |
| Premier / WTA 500       |
| International / WTA 250 |
| Challenger / WTA 125    |

### WTA-finaleplaatsen enkelspel
| nr.              | finale     | toernooi          | ondergrond | tegenstandster      | score          |         |
| ---------------- | ---------- | ----------------- | ---------- | ------------------- | -------------- | ------- |
| gewonnen finales |            |                   |            |                     |                |         |
| 1.               | 2019-01-27 | WTA Newport Beach | hardcourt  | Jessica Pegula      | 0-6, 6-4, 6-2  | details |
| 2.               | 2019-03-17 | WTA Indian Wells  | hardcourt  | Angelique Kerber    | 6-4, 3-6, 6-4  | details |
| 3.               | 2019-08-11 | WTA Toronto       | hardcourt  | Serena Williams     | 3-1, opg.      | details |
| 4.               | 2019-09-07 | US Open           | hardcourt  | Serena Williams     | 6-3, 7-5       | details |
| verloren finales |            |                   |            |                     |                |         |
| 1.               | 2019-01-06 | WTA Auckland      | hardcourt  | Julia Görges        | 6-2, 5-7, 1-6  | details |
| 2.               | 2021-03-29 | WTA Miami         | hardcourt  | Ashleigh Barty      | 3-6, 0-4, opg. | details |
| 3.               | 2022-06-25 | WTA Bad Homburg   | gras       | Caroline Garcia     | 7-6, 4-6, 4-6  | details |
| 4.               | 2024-06-16 | WTA Rosmalen      | gras       | Ljoedmila Samsonova | 6-4, 3-6, 5-7  | details |

### WTA-finaleplaatsen vrouwendubbelspel
| nr.              | finale     | toernooi   | ondergrond | partner          | tegenstandsters               | score    |         |
| ---------------- | ---------- | ---------- | ---------- | ---------------- | ----------------------------- | -------- | ------- |
| gewonnen finales |            |            |            |                  |                               |          |         |
| 1.               | 2025-05-02 | WTA Vic    | gravel     | Aldila Sutjiadi  | Leylah Fernandez Lulu Sun     | 6-2, 6-4 | details |
| verloren finales |            |            |            |                  |                               |          |         |
| 1.               | 2017-09-17 | WTA Québec | tapijt (i) | Carson Branstine | Tímea Babos Andrea Hlaváčková | 3-6, 1-6 | details |

### Finaleplaatsen gemengd dubbelspel
| nr.              | finale     | toernooi      | ondergrond | partner       | tegenstanders      | score            |         |
| ---------------- | ---------- | ------------- | ---------- | ------------- | ------------------ | ---------------- | ------- |
| gewonnen finales |            |               |            |               |                    |                  |         |
| geen             |            |               |            |               |                    |                  |         |
| verloren finales |            |               |            |               |                    |                  |         |
| 1.               | 2023-06-08 | Roland Garros | gravel     | Michael Venus | Miyu Kato Tim Pütz | 6-4, 4-6, [6-10] | details |

## Resultaten grandslamtoernooien
| Legenda | Legenda                          |
| ------- | -------------------------------- |
| g.t.    | geen toernooi gehouden           |
| l.c.    | lagere categorie                 |
| –       | niet deelgenomen                 |
| G       | uitgeschakeld in de groepsfase   |
| 1R      | uitgeschakeld in de eerste ronde |
| 2R      | uitgeschakeld in de tweede ronde |
| 3R      | uitgeschakeld in de derde ronde  |
| 4R      | uitgeschakeld in de vierde ronde |
| KF      | uitgeschakeld in de kwartfinale  |
| HF      | uitgeschakeld in de halve finale |
| F       | de finale verloren               |
| W       | het toernooi gewonnen            |
| w-v     | winst/verlies-balans             |

### Enkelspel
| Australian Open | –  | 2R | 2R | –  | 2R | –  | – |
| Roland Garros   | –  | 2R | 1R | 2R | 3R | 3R | – |
| Wimbledon       | 1R | –  | 1R | 2R | 3R | 3R | – |
| US Open         | –  | W  | 4R | 3R | –  | 1R |   |

### Vrouwendubbelspel
| toernooi        | 2019 |
| --------------- | ---- |
| Australian Open | –    |
| Roland Garros   | –    |
| Wimbledon       | –    |
| US Open         | 1R   |

### Gemengd dubbelspel
| toernooi        | 2023 |
| --------------- | ---- |
| Australian Open | –    |
| Roland Garros   | F    |
| Wimbledon       | –    |
| US Open         | –    |